# إغناثيو سولانو
إغناثيو سولانو (بالإسبانية: Ignacio Solano)‏ هو أحيائي إسباني، ولد في 17 يونيو 1977 في إسبانيا.